# Tom McGowan
Thomas McGowan, detto Tom (Belmar, 26 luglio 1959), è un attore statunitense.

## Filmografia parziale

### Cinema
- L'ultimo dei Mohicani (The Last of the Mohicans), regia di Michael Mann (1992)
- Finché dura siamo a galla (Captain Ron), regia di Thom Eberhardt (1992)
- In cerca di Bobby Fischer (Searching for Bobby Fischer), regia di Steven Zaillian (1993)
- Insonnia d'amore (Sleepless in Seattle), regia di Nora Ephron (1993)
- Pesi massimi (Heavyweights), regia di Steven Brill (1995)
- Piume di struzzo (The Birdcage), regia di Mike Nichols (1996)
- Qualcosa è cambiato (As Good as It Gets), regia di James L. Brooks (1997)
- Mr. Bean - L'ultima catastrofe (Bean), regia di Mel Smith (1997)
- Fino a prova contraria (True Crime), regia di Clint Eastwood (1999)
- The Family Man, regia di Brett Ratner (2000)
- Ghost World, regia di Terry Zwigoff (2001)
- Babbo bastardo (Bad Santa), regia di Terry Zwigoff (2003)
- After the Sunset, regia di Brett Ratner (2004)
- Twelve and Holding, regia di Michael Cuesta (2005)
- Freeheld - Amore, giustizia, uguaglianza (Freeheld), regia di Peter Sollett (2015)
- She Loves Me, regia di David Horn (2016)

### Televisione
- Down the Shore – serie TV, 26 episodi (1992-1993)
- Monty – serie TV, 13 episodi (1994)
- Sabrina, vita da strega (Sabrina the Teenage Witch) – serie TV, 3 episodi (1996-1997)
- E.R. - Medici in prima linea (ER) – serie TV, 2 episodi (1999-2000)
- Frasier – serie TV, 42 episodi (1998-2004)
- Tutti amano Raymond (Everybody Loves Raymond) – serie TV, 17 episodi (1996-2004)
- The War at Home – serie TV, 11 episodi (2005-2007)
- The Good Fight – serie TV, 5 episodi (2017)
- Doctor Odyssey – serie TV, episodio pilota (2024)

## Teatro
Lista parziale
- La Bête (1991)
- Chicago (1996)
- Ivanov (1997)
- Wicked (2011)
- Casa Valentina (2014)
- She Loves Me (2016)
- Kiss Me, Kate (2019)

## Riconoscimenti
- Outer Critics Circle Award
  - 1991: "Best Debut Performance" (La Bête)
- Obie Award
  - 1996: "Best Performance" (The Food Chain)

## Doppiatori italiani
Nelle versioni in italiano delle opere in cui ha recitato, Tom McGowan è stato doppiato da:
- Roberto Stocchi in Mr. Bean - L'ultima catastrofe, Desperate Housewives
- Renato Cecchetto in Finché dura siamo a galla
- Simone Mori in Insonnia d'amore
- Vittorio De Angelis in Qualcosa è cambiato
- Nino Prester in Frasier (ep. 5x24)
- Vladimiro Conti in Frasier (ep. 9x14, st. 11)
- Luigi Ferraro in E.R. - Medici in prima linea
- Oliviero Dinelli in CSI - Scena del crimine
- Stefano Mondini in Tutti amano Raymond
- Ambrogio Colombo in Modern Family
- Luca Biagini in Freeheld - Amore, giustizia, uguaglianza
- Pasquale Anselmo in The Good Fight
- Roberto Fidecaro in Doctor Odyssey